# Вільнюська телевежа
Вільнюська телевежа (лит. Vilniaus televizijos bokštas) — висотна споруда висотою 326,5 метрів, побудована у 1974–1980 роках у Вільнюсі (район Каролінішкес), з метою трансляції радіо та телебачення.
На висоті 165 метрів є ресторан, що обертається — «Paukščių takas» («Чумацький Шлях»). Туди за 45 секунд, зі швидкістю 6 м / с, відвідувачів доставляє швидкісний ліфт. Є також конференц-зала на 250 осіб.

## Історія

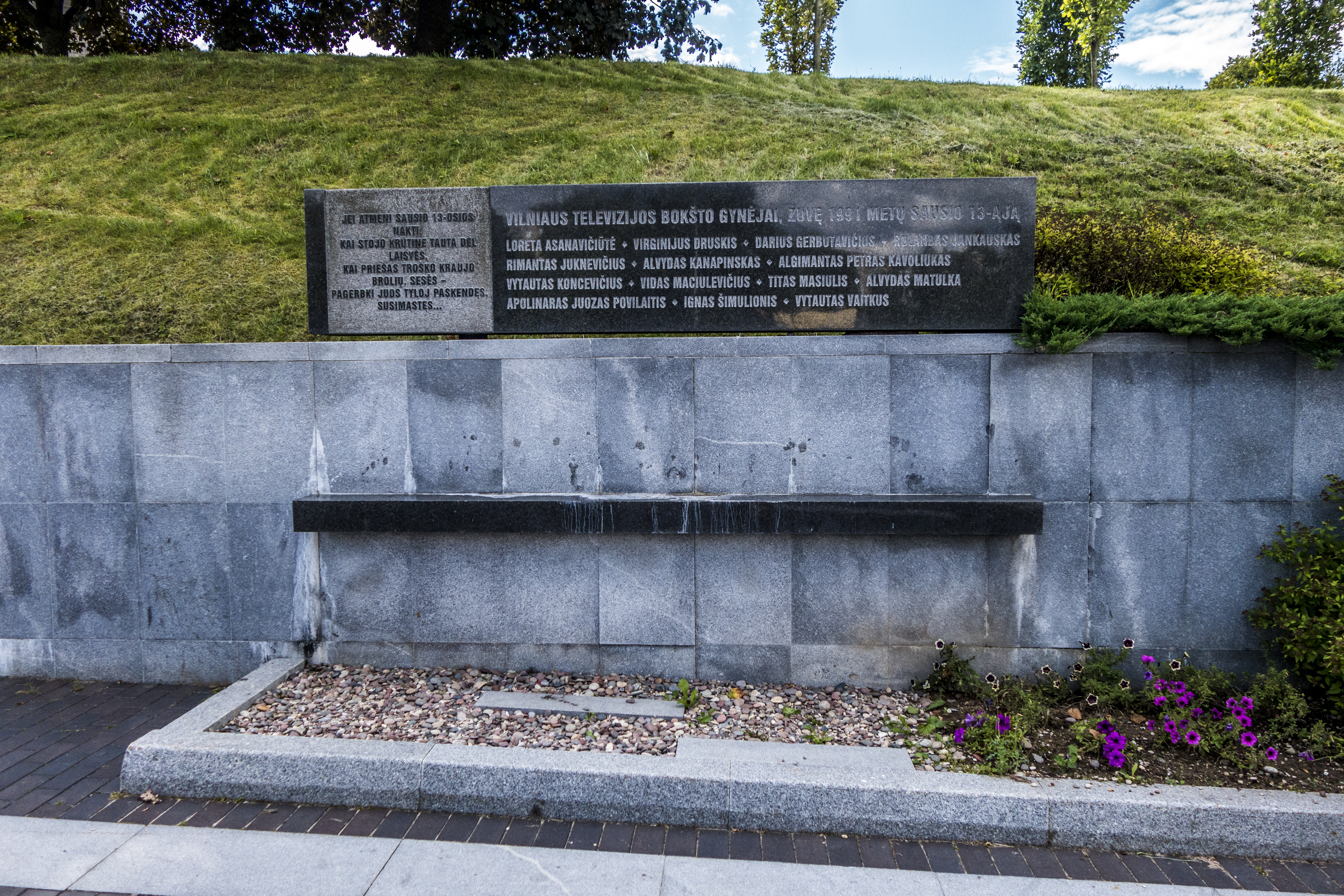
Меморіал біля телецентру в пам'ять про січневі події 1991 року

13 січня 1991 року, вночі, бронетехніка радянських військ розпочала штурм Вільнюської телевежі і телецентру — важливих об'єктів Литви, яка проголосила відновлення Незалежності. Ці споруди захищали звичайні беззбройні цивільні. Під час подій загинуло 14 цивільних литовців (два під гусеницями, один від серцевого нападу, 11 від куль) і один офіцер «Альфи» (від свого ж рикошету). Цю дату в Литві відзначають як День захисників свободи.

## Галерея

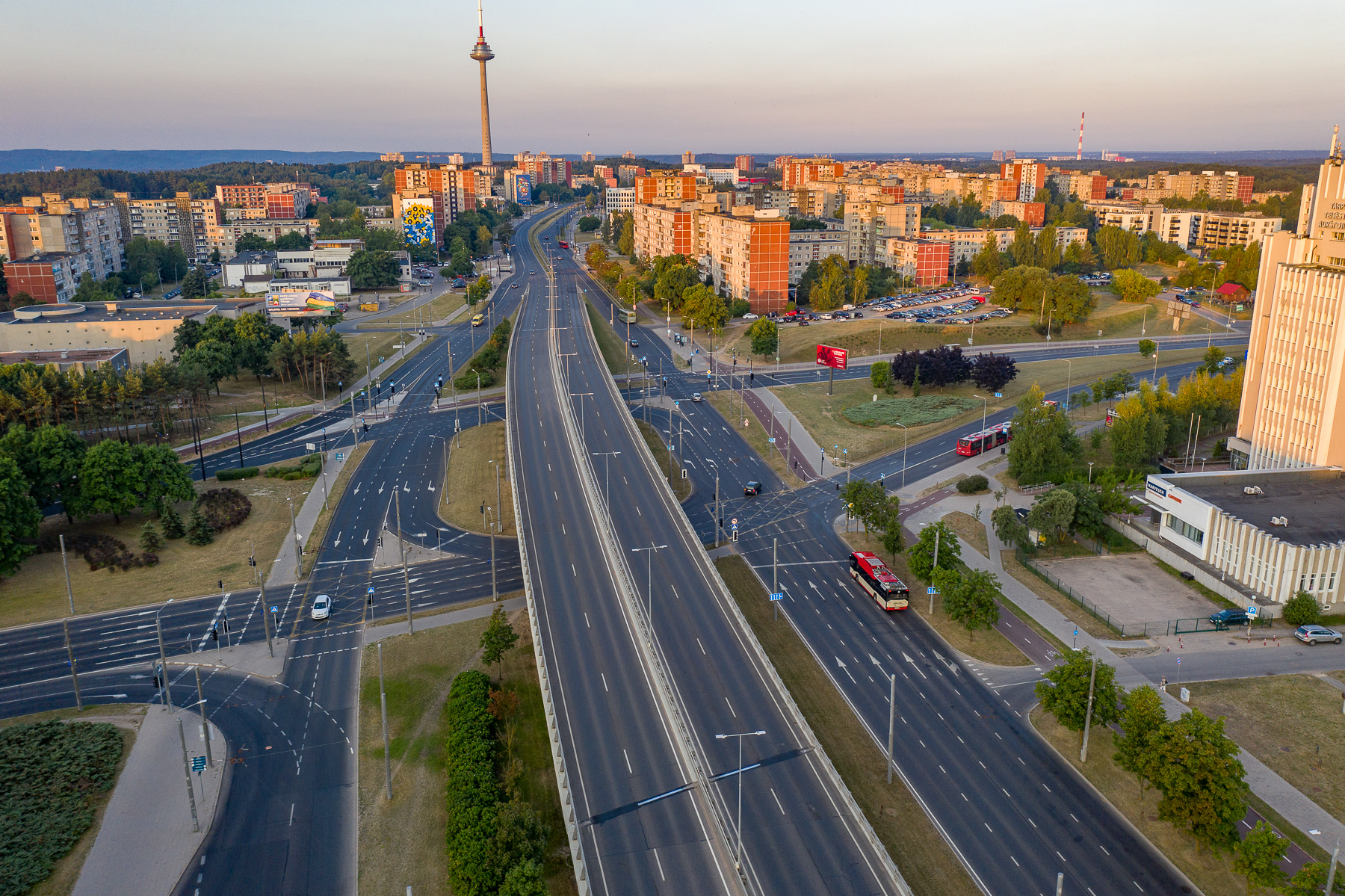
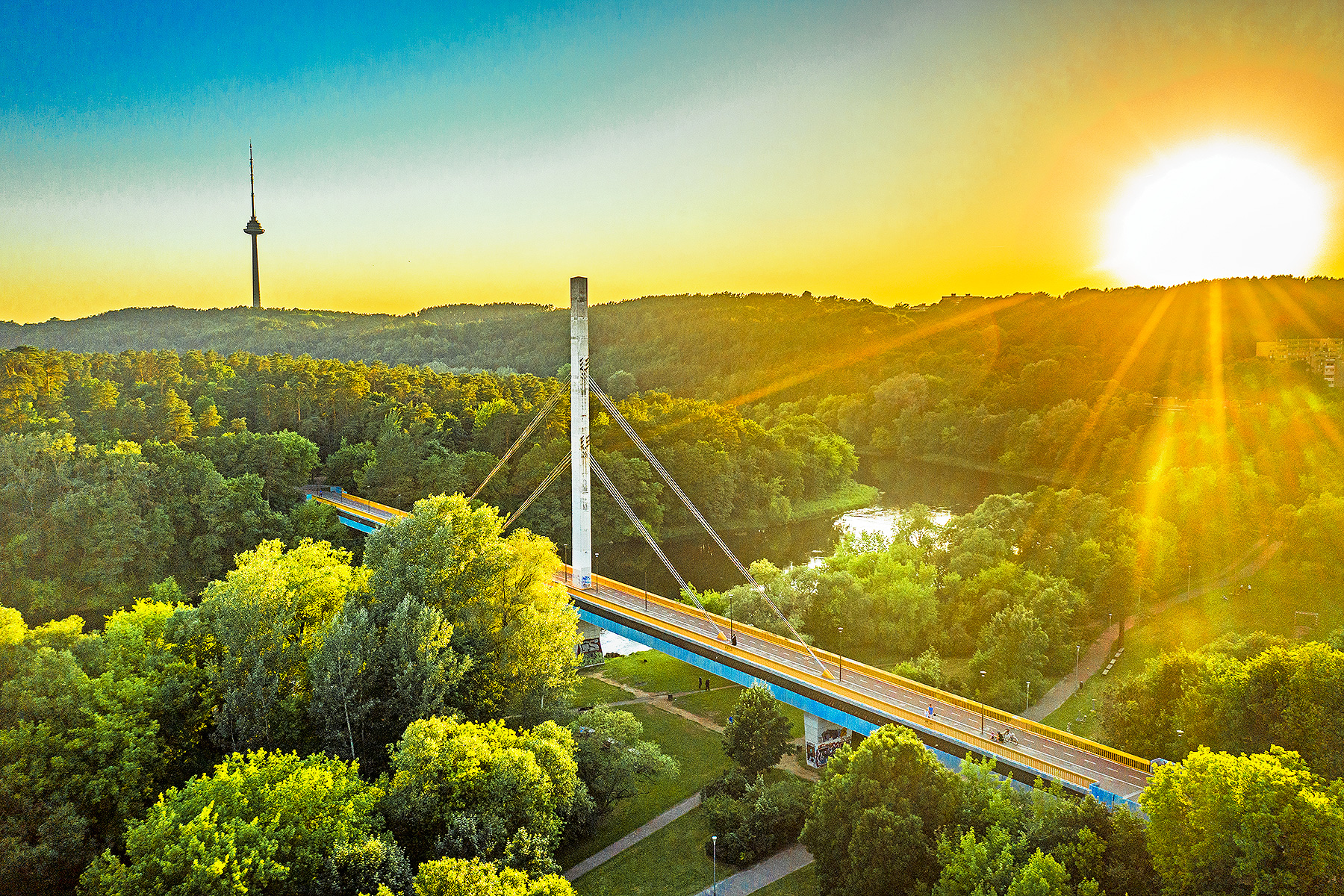
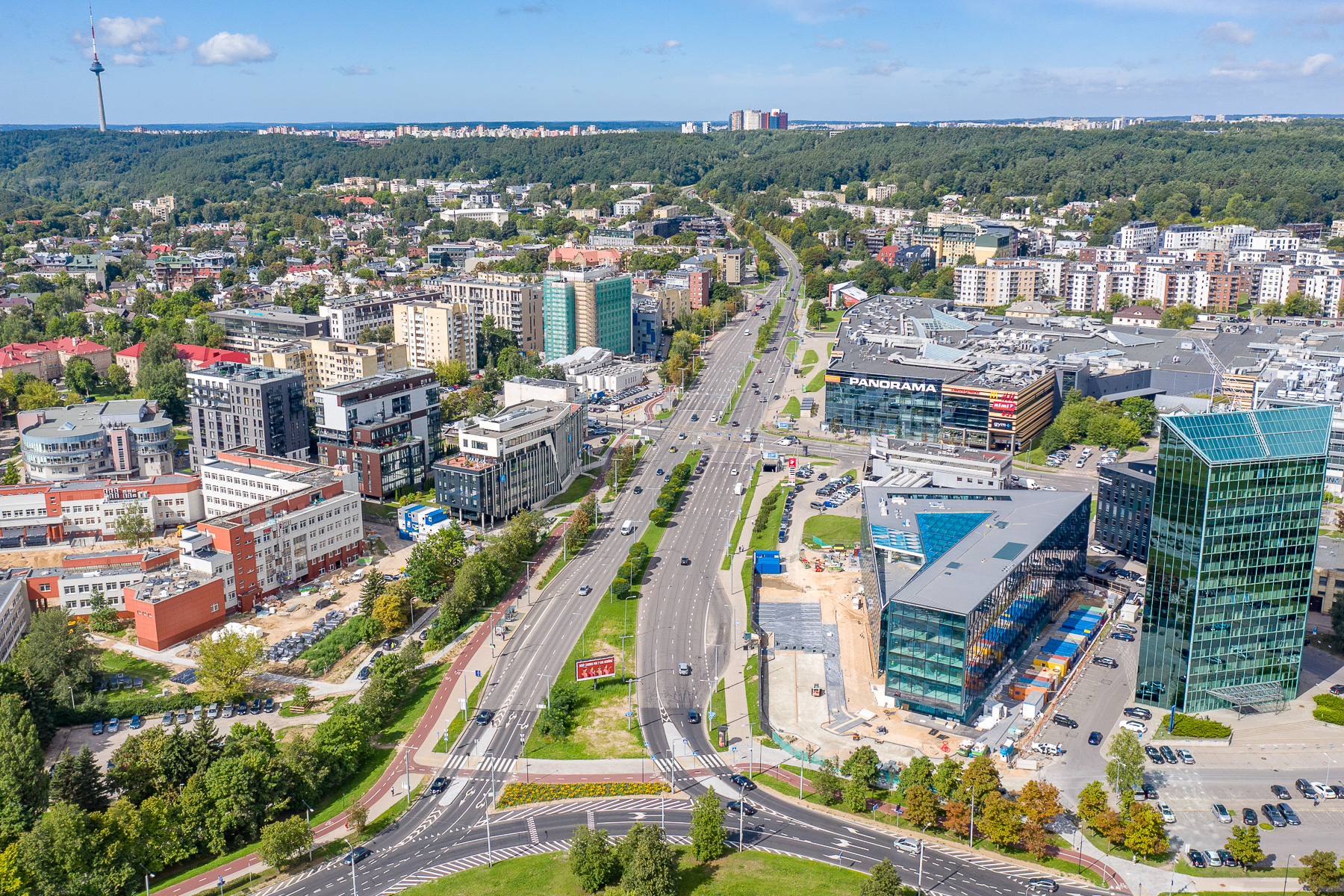
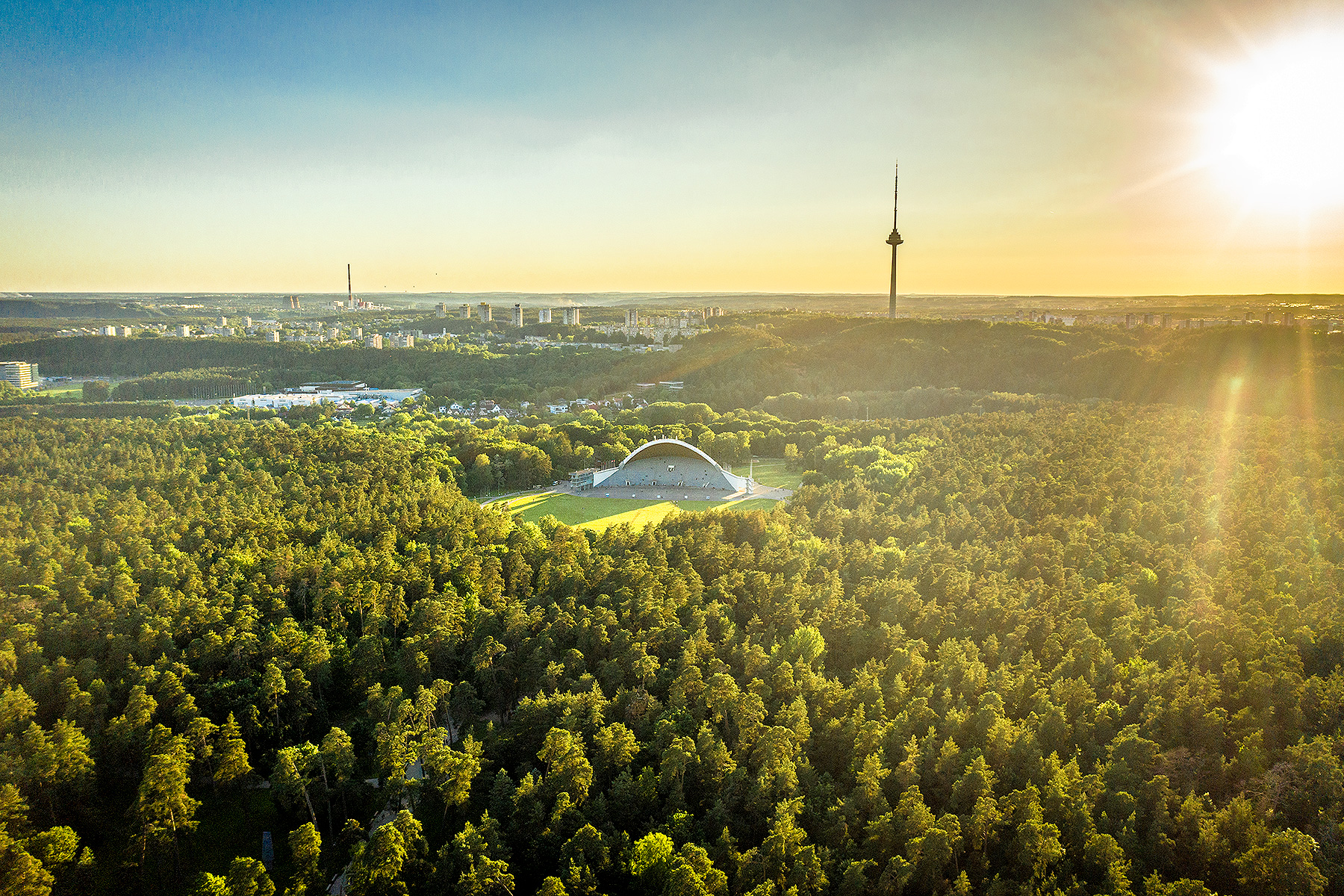
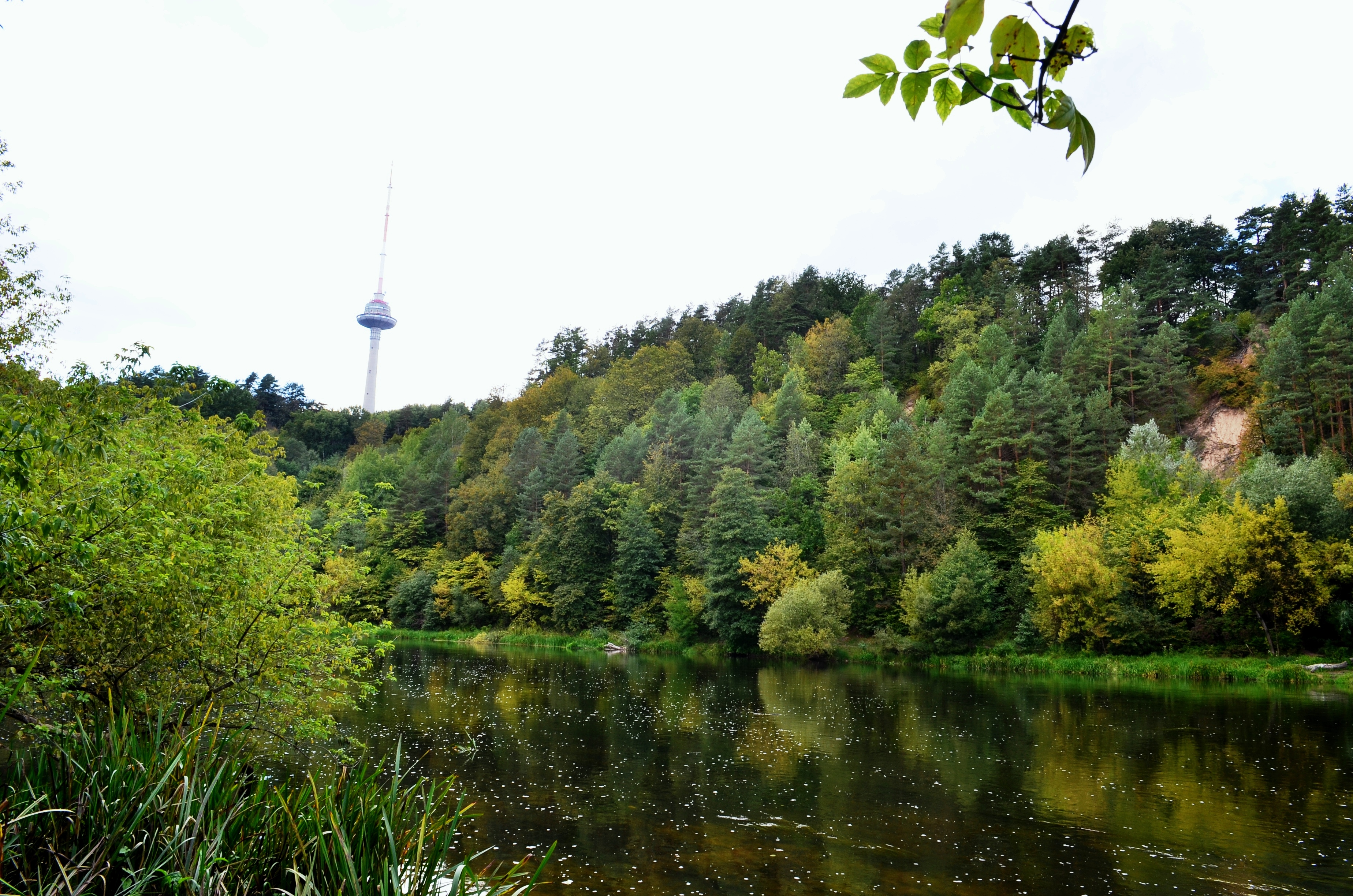